# Industriebahn Quoos–Crosta
| |                     |                                                 |                                                 |
| Streckenlänge: | 7,2 km              |                                                 |                                                 |
| Spurweite: | 750 mm (Schmalspur) |                                                 |                                                 |
| Streckengeschwindigkeit: | 15 km/h             |                                                 |                                                 |
| |                     |                                                 |                                                 |
| \| \| 0,0 \| Quoos \| Quoos \| \| \| \| (Anschluss von Bahnstrecke Bautzen–Hoyerswerda) \| \| \| \| 0,9 \| Bachbrücke \| Bachbrücke \| \| \| 3,4 \| Ldst Sägewerk Luppa \| Ldst Sägewerk Luppa \| \| \| 6,15 \| Ldst Lomske \| Ldst Lomske \| \| \| 6,8 \| Bachbrücke \| Bachbrücke \| \| \| 7,2 \| Adolfshütte \| Adolfshütte \| |                     |                                                 |                                                 |
| Betriebs-/Güterbahnhof Streckenanfang (Strecke außer Betrieb) | 0,0                 | Quoos                                           | Quoos                                           |
| Strecke (außer Betrieb) |                     | (Anschluss von Bahnstrecke Bautzen–Hoyerswerda) | (Anschluss von Bahnstrecke Bautzen–Hoyerswerda) |
| Brücke (Strecke außer Betrieb) | 0,9                 | Bachbrücke                                      | Bachbrücke                                      |
| Dienststation / Betriebs- oder Güterbahnhof (Strecke außer Betrieb) | 3,4                 | Ldst Sägewerk Luppa                             | Ldst Sägewerk Luppa                             |
| Dienststation / Betriebs- oder Güterbahnhof (Strecke außer Betrieb) | 6,15                | Ldst Lomske                                     | Ldst Lomske                                     |
| Brücke (Strecke außer Betrieb) | 6,8                 | Bachbrücke                                      | Bachbrücke                                      |
| Betriebs-/Güterbahnhof Streckenende (Strecke außer Betrieb) | 7,2                 | Adolfshütte                                     | Adolfshütte                                     |

Die Industriebahn Quoos–Crosta war eine private Werksbahn mit 750 Millimeter Spurweite in Sachsen. Sie verband den Haltepunkt Quoos an der Bahnstrecke Bautzen–Königswartha mit der Adolfshütte in Crosta. Die Bahn diente ausschließlich dem Güterverkehr.

## Geschichte
Die Oberlausitz nördlich von Bautzen besitzt  Vorkommen von Braunkohle, Ton und Kaolin, die schon Mitte des 19. Jahrhunderts Anlass für einen regen Bergbau gaben. Bereits um 1844 wurde in Bauerngruben bei Merka Braunkohle abgebaut, die dort an der Erdoberfläche frei zutage trat. Ein erstes Großunternehmen entstand 1854 bei Großdubrau, das 1857 zu Ehren der sächsischen Prinzessin Magarethe den Namen Margarethenhütte erhielt. Bereits im Jahr 1831 war die „Gräflich Einsiedelsche Kaolin-, Thon- und Kohlewerke AG zu Crosta“ – die spätere Adolfshütte – gegründet worden. Letztere förderte zunächst vor allem Ton und Braunkohle, ab 1893 auch in großem Maße Kaolin für die Papierherstellung.

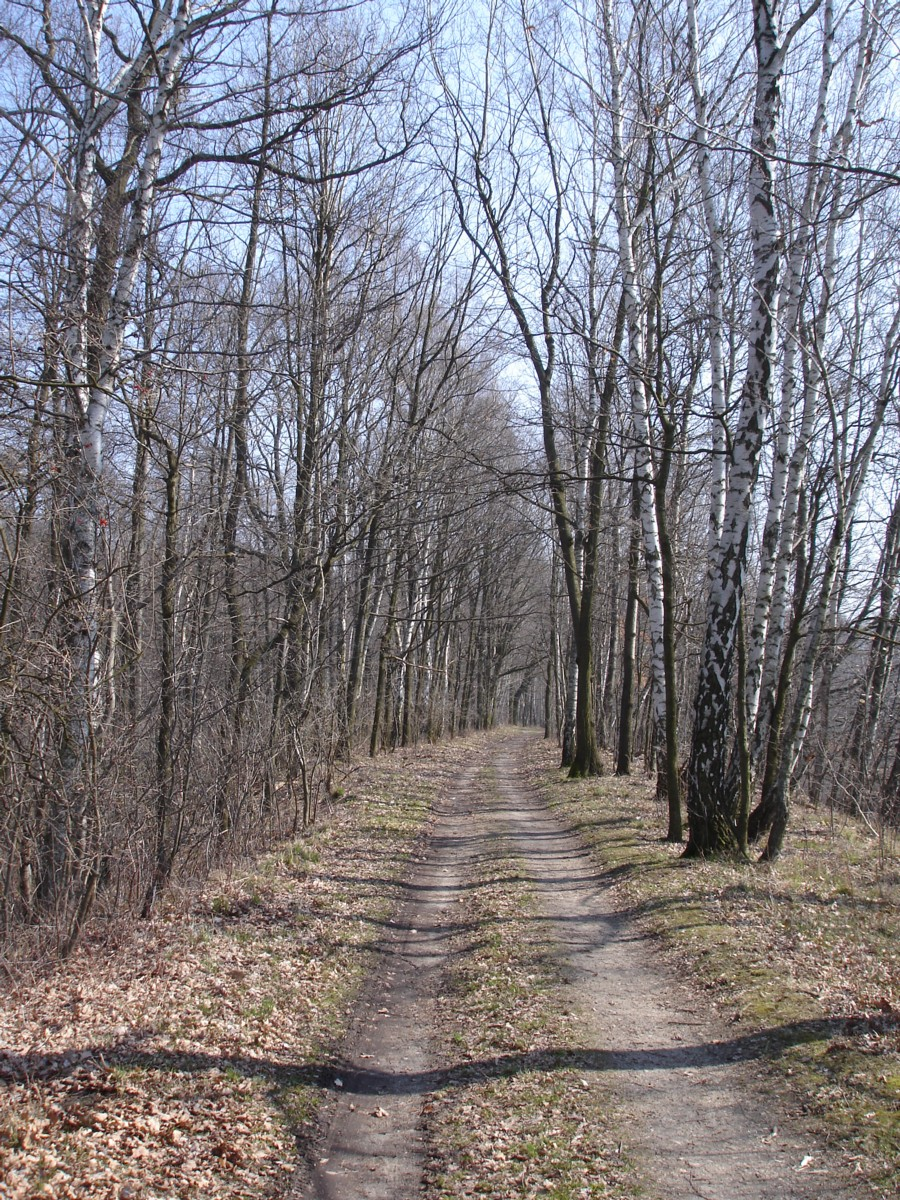
Bahndamm bei Crosta (2009)

Beide Betriebe lagen weit abseits der bis Ende des 19. Jahrhunderts gebauten Eisenbahnlinien, wie der seit 1847 bestehenden Strecke Görlitz–Dresden. Auch die im November 1890 in Betrieb genommene Sekundärbahn Bautzen–Hoyerswerda verlief weiter westlich, sodass der umständliche Transport der Produkte mit Pferdefuhrwerken zum nächsten Bahnhof blieb.
Um dem Transportproblem abzuhelfen, ließ die Adolfshütte in den Jahren 1891 und 1892 durch die Fa. Seim & Riedel eine schmalspurige Anschlussbahn errichten. Die sieben Kilometer lange Strecke begann am Haltepunkt Quoos der Bahnstrecke Bautzen–Königswartha und führte in ostwärtiger Richtung bis zum Werksgelände bei Crosta. Öffentliche Ladestellen bestanden in Luppa und Lomske, das Konkurrenzunternehmen Margarethenhütte erhielt jedoch keinen Anschluss. Die Strecke wurde am 22. April 1892 mit der bahnamtlichen Prüfung in Betrieb genommen.
Als schließlich am 1. Mai 1906 die Bahnstrecke Löbau–Radibor fertiggestellt war, erhielt die Adolfshütte ein normalspuriges Anschlussgleis vom Bahnhof Großdubrau. Die Strecke zwischen dem Bahnhof Quoos und der Ladestelle Luppa wurde daraufhin noch im gleichen Jahr aufgegeben. Das Sägewerk in Luppa wurde dann noch bis 1914 von Crosta aus bedient. Danach wurden nur noch die Gleisanlagen innerhalb der Adolfshütte betrieben.
Während der Weltwirtschaftskrise ging die Adolfshütte im Jahr 1930 in Konkurs und stellte ihren Betrieb ein. Das Werk wurde in den folgenden Jahren einschließlich der Werkbahn abgerissen. Heute ist von der vormaligen Industriebahn kaum noch etwas zu sehen. Ein Teil der Trasse wird heute als Forst- oder Feldweg nachgenutzt.

## Lokomotiven und Wagen
Die Gräflich Einsiedelsche Kaolin-, Thon- und Kohlewerke AG zu Crosta beschaffte für ihre Industriebahn zwei Schmalspurlokomotiven von Krauss in München, die bis zur Betriebseinstellung im Jahr 1930 den Gesamtverkehr bewältigten. Für den Transport normalspuriger Wagen existierte eine unbekannte Zahl Rollböcke, die denen der „Bauart Esslingen“ der Königlich Sächsischen Staatseisenbahnen glichen. Für umzuladendes Gut gab es zudem einige gedeckte und offene Güterwagen.
| Lokomotiven der Industriebahn Quoos–Crosta | Lokomotiven der Industriebahn Quoos–Crosta | Lokomotiven der Industriebahn Quoos–Crosta | Lokomotiven der Industriebahn Quoos–Crosta | Lokomotiven der Industriebahn Quoos–Crosta | Lokomotiven der Industriebahn Quoos–Crosta | Lokomotiven der Industriebahn Quoos–Crosta |
| Nr.                                        | Name                                       | Bauart                                     | Baujahr                                    | Hersteller                                 | Fabrik-Nr.                                 | Typ                                        |
| ------------------------------------------ | ------------------------------------------ | ------------------------------------------ | ------------------------------------------ | ------------------------------------------ | ------------------------------------------ | ------------------------------------------ |
| 1                                          | KARIN                                      | B n2t                                      | 1891                                       | Krauss/München                             | 2602                                       | XVIII bb                                   |
| 2                                          | –                                          | B n2t                                      | 1895                                       | Krauss/München                             | 3253                                       | XXVII vv                                   |